# Oskar
Oskar je mužské rodné jméno, jehož původ je hledán buď v irštině, nebo germánských jazycích.
Podle prvního výkladu jméno vychází ze staroirských slov oss „jelen“ a carae „přítel“. Podle druhé výkladu vychází ze staroanglického jména Osgar nebo jeho severské obdoby Ásgeirr, která mohla být v Irsku objevit v souvislosti s vikingskými nájezdy a osadníky. Staroanglické jméno je odvozeno ze slov os „bůh“ a gar „kopí“, staroseverské ze slov áss a geir stejného významu. Je známa také německá podoba Ansgar.
Jméno získalo v druhé polovině 18. století na oblibě v kontinentální Evropě, především však v Německu a Skandinávii, když bylo popularizováno Zpěvy Ossianovými Jamese Macphersona. Obdivovatelem tohoto díla byl i Napoleon a na jeho popud se tak stalo jedním z jmen Josepha Françoise Oscara Bernadotteho, pozdějšího švédského krále Oskara I., s nímž jméno sdílel i jeho syn Oskar II. Ve Švédsku se mezi roky 1990 a 2020 umísťovalo na předních místech jmen pro novorozené chlapce, po roce 2000 také získávalo na oblibě také v Dánsku kde bylo v roce 2021 druhým nejoblíbenějším jménem pro novorozené chlapce.
Mezi různé podoby jména patří:
- Oscar (angličtina, dánština, italština, francouzština, nizozemština, norština, švédština)[1]
- Óscar (portugalština, španělština)[1][5]
- Òscar (katalánština)[1]
- Oskar (čeština, dánština, němčina, norština, polština, švédština)[1]
- Óskar (islandština)[1]
- Oskari, Oskar, Osku (finština)[1]
- Oskars (lotyština)[1]
- Oszkár (maďarština)[1][5]

Českými domácími podobami jsou Oskárek, Oki, Os, Osi, Oska a další a jmeniny spadají na 1. srpna. V roce 2016 žilo v Česku 1357 nositelů jména Oskar a 39 nositelů jména Oscar.

## Známí nositelé jména

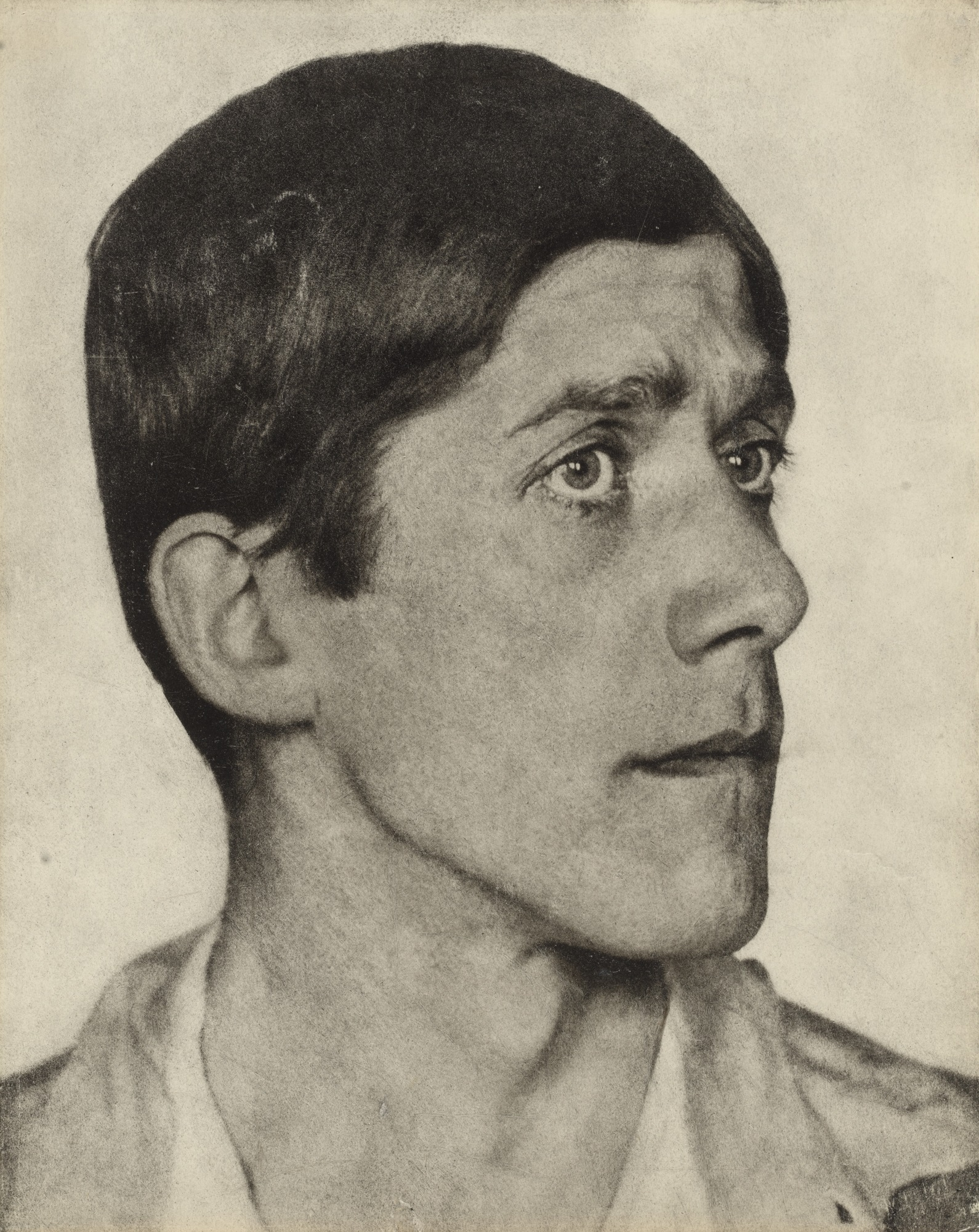
Oskar Kokoschka zachycen německým fotografem Hugem Erfurthem

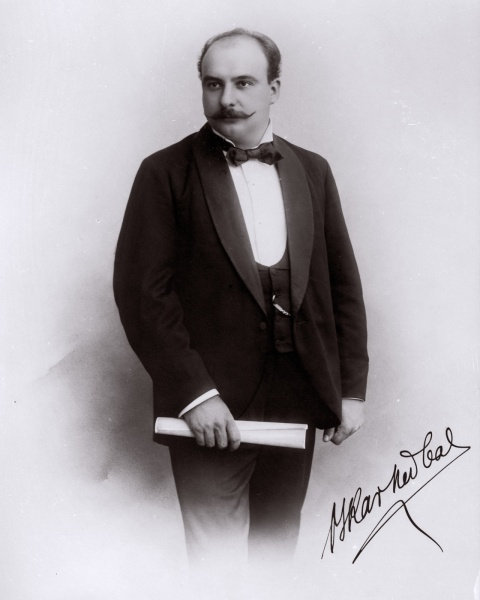
Oskar Nedbal

### Mytické postavy
- Oscar, syn Oisínův v irské mytologii

### Panovníci a vladaři
- Oskar I. – král švédský
- Oskar II. – král švédský

### Duchovní
- Svatý Óscar Romero – salvadorský duchovní, arcibiskup ze San Salvadoru
- svatý Ansgar - benediktinský mnich, učitel, misionář a patron Hamburku

### Ostatní
- Oskar Andrejevič Baklund – švédský astronom
- Oskar Baum – český německy píšící spisovatel, člen tzv. Pražského kruhu
- Oscar dos Santos Emboaba Júnior – brazilský fotbalista
- Oskar Ernst Bernhardt – německý spisovatel
- Óscar Freire – španělský cyklista
- Oskar Fischer – český vědec
- Oscar Gottlieb – český herec a rozhlasový redaktor
- Oskar Hekš – československý atlet a běžec
- Oskar Höcker – německý herec, spisovatel a dramatik
- Oskar Karlweis – rakouský herec
- Oskar Klein – švédský teoretický fyzik
- Oskar Kokoschka – rakouský malíř
- Oskar Kolberg – polský etnograf, folklorista a hudební skladatel
- Oskar Körner – německý obchodník a nacista
- Oskar Krejčí – český politolog
- Oskar Lafontaine – německý politik
- Oskar Moravec – kanadský hudební skladatel českého původu
- Oscar Niemeyer – brazilský architekt
- Oskar Nedbal – český hudební skladatel
- Oskar Oehler – český architekt
- Oskar Olsen – norský rychlobruslař
- Oskar Osala – finský hokejový útočník
- Oscar Panno – dosud hrající argentinský šachový velmistr, který svého vrcholu dosáhl v 60. a 70. letech
- Oskar Petr – český hudební skladatel, textař a zpěvák
- Oskar Přindiš – český malíř, kreslíř a sochař
- Oskar Schindler – rakouský obchodník, známý tím, že zachránil 1200 Židů před smrtí v koncentračním nebo vyhlazovacím táboru
- Oscar Wilde – anglický spisovatel

## Film, divadlo a literatura
- Oskar, francouzský film natočený podle stejnojmenné divadelní hry
- Oskar, americký remake francouzského snímku
- Oscar, americká filmová cena udělovaná Americkou filmovou akademií
- kos Oskar, maňásek z pořadu[10] Dagmar Patrasové
- Oskar Matzerath, hlavní postava románu Plechový bubínek spisovatele Güntera Grasse
- Oskar Blecha, jedna z hlavních postav[11] seriálu Létající Čestmír
- Cena Oskara Barnacka – ocenění, které od roku 1979 každoročně uděluje společnost Leica na počest inženýra Oskara Barnacka, vynálezce a otce kinofilmové fotografie na malý formát